# Özge Gürel
Özge Gürel (nascida em 5 de fevereiro de 1987) é uma atriz turca de televisão e cinema, conhecida por sua atuação nas séries de TV Kiraz Mevsimi (2014), Dolunay (2017) e Bay Yanlis (2020).

## Filmografia
| Televisão | Televisão             | Televisão      | Televisão        |
| Ano       | Título                | Personagem     | Notas            |
| --------- | --------------------- | -------------- | ---------------- |
| 2010-2011 | Kızım Nerede?         | Zeynep Demiray |                  |
| 2011      | Muhteşem Yüzyıl       | Rana Hatun     | Papel secundário |
| 2012      | Huzur Sokağı          | Konuk Oyuncu   | Papel secundário |
| 2013      | Medcezir              | Ada            | Papel secundário |
| 2014      | Zeytin Tepesi         |                |                  |
| 2014-2015 | Kiraz Mevsimi         | Öykü Acar      | Papel principal  |
| 2017      | Yıldızlar Şahidim     | Haziran        | Papel principal  |
| 2017      | Dolunay               | Nazli Pinar    | Papel principal  |
| 2018      | Börü - Esquadrão Lobo | Gökçe Demir    |                  |
| 2018–2019 | Muhteşem İkili        | Nilüfer Can    | Papel principal  |
| 2020      | Bay Yanlış            | Ezgi İnal      | Papel principal  |
| 2022      | Sipahi                |                |                  |
| 2022      | Hayaller Ve Hayatlar  | Dicle          | Papel principal  |

| Filmes | Filmes                | Filmes     | Filmes          |
| Ano    | Título                | Personagem | Notas           |
| ------ | --------------------- | ---------- | --------------- |
| 2019   | Um grito de Liberdade | Nazli      | Papel principal |